# Paul Delaroche
Hippolyte Delaroche kaldet Paul (født 17. juli 1797 i Paris, død 4. november 1856 sammesteds) var en fransk historiemaler.

## Først landskabsmaler
Delaroche begyndte som landskabsmaler, men gik snart under Antoine-Jean Gros over til historiemaleriet, vandt bifald med Den lille kong Joas frelses , snart efter med Dronning Elisabeths død og Præsident Duranti myrdes. På Parisersalonen 1831 mødte han op med flere af sine hovedværker: Mordet på Edvard IV’s Sønner, Cromwell ved Karl I's kiste (Museum i Nîmes, replika i Hamburger Kunsthalle) og de to små billeder: Richelieu fører Cinq-Mars og de Thou med sig på Rhonen, Wallace Collection, London og Mazarin’s dødsleje, sammesteds.

## Historiemaler
Fra nu af var Delaroche for lange tider publikums fejrede historiemaler; 1832 blev han akademimedlem, snart efter professor ved École d. beaux-arts. Slag i slag fulgte nu historiemalerier, kendte og beundrede hele Europa over gennem dygtige stik af Louis Pierre Henriquel-Dupont og andre. Til de mest berømte hører Jane Greys henrettelse (1834), Straffords gang til skafottet (Sutherland House, England), Karl I hånes af Cromwells soldater, Hertugen af Guises mord, Marie Antoinette efter domfældelsen, Girondisterne og det skønne Liget af en kvindelig martyr, 1855. Emnerne var effektfulde situationer, gerne af anekdotemæssig art, rystende motiver, hvor kunstneren fint og behændigt, med blik for det spændende, henlægger fremstillingsmomentet til lige før eller efter den grufulde dåd; fremstillingen scenemæssig, indtagende og klar, sikker og fast i tegningen, koloristisk virkningsfuld ved den illuderende gengivelse af dragters og bohavets fløjl, silke og guld. Delaroche imødekom tidens smag for det historiske i romantisk belysning; han lagde et mægtigt forstudium i sine arbejder (også i det arkæologiske apparat, benyttede voksfigurer til gruppeorientering, berømte skuespillere som modeller), og han gav netop, hvad folk ville have; medens Delacroix' voldsomme lidenskab gik dem over hovedet, rørtes de ved Delaroches melankolsk-følsomme strenge. Den øjeblikkelige styrke (og den skæbnesvangre svaghed i det lange løb) ved Delaroches kunst var dens justemilieu-karakter, dens eklektiske blanding af Jean Auguste Dominique Ingres’ linjestrenghed og romantisk kolorit (en kolorit, der var en ubestridelig dygtig og blændende kolorit, men ikke en malerisk samklang), dens teatralske sceneri, der gav historiske anskuelsesbilleder, men var tam, nøgternt reflekterende i opfattelsen. Dette Delaroches anekdotemaleri gik længe gennem elever og efterlignere sin sejrsgang kunstverdenen rundt, men mødes nu til dags af ubarmhjertig kritik.

## Kritik og tab af hustru
Allerede på sin kunsts tinde mødte Delaroche dog hist og her skarpe domfældelser. Krænket herover og dybt nedbøjet og religiøst grebet ved tabet af sin hustru i 1845, Horace Vernets åndfulde og smukke datter, samlede Delaroche sig mere og mere i de senere år om det kirkelige maleri (Kristus i Gethsemane, Kristi gravlæggelse med videre) og om portrætfaget. Som portrætmaler var han ofte fortrinlig. Blandt hans bedste ydelser kan nævnes: Henriette Sontag i Donna Annas Rolle, Guizot, 1839, Ny Carlsberg Glyptotek i København, Gregor XVI, 1844, Museum i Versailles, C. Vernet, James-Alexandre de Pourtalès, hans to sønner, 1851, Adolphe Thiers med videre; endvidere posthume billeder af Napoleon, det berømte Napoleon i Fontainebleau, 1845 og andre.

## Hemicyklen
Måske den største af sine mange triumfer fejrede Delaroche på monumentalmaleriets område; 1837 og følgende år malede han i halvrundingen i Salle des examens i l’École de beaux-arts i Paris Kunstens Apoteose, et vældigt værk (i olie), 15 m bredt og 5 m højt, fremstillende ca. 70 af de mest berømte kunstnere fra antikken til 18. århundrede og nogle allegoriske figurer, anbragte foran en søjleporticus; også dette arbejde, efter dets plads gerne kaldt Hemicyklen (kendt stik af Henriquel-Dupont) virkede i lange tider forbilledligt for lignende fremstillinger.

## Malerier udført af Paul Delaroche
- Afhøringen af Jeanne d'Arc, 1824, Musée des Beaux-Arts, Rouen, Frankrig
- Elizabeth I's død, 1828, Louvre
- Henriette Sontag som Donna Anna fra Mozarts opera Don Giovanni, 1831, Hermitage Museum
- King Edward V og hertugen af York i the Tower of London, 1831, Louvre
- Henrettelsen af Lady Jane Grey, 1833, National Gallery, London
- Strafford vej til henrettelse, 1836
- Charles I fornærmet af Cromwells soldater, 1836, formodet tabt i The Blitz, genopdaget i 2009
- Peter den Store, 1838
- François Guizot ca. 1839, Ny Carlsberg Glyptotek
- Cromwell og liget af Charles I (Musée des Beaux-Arts de Nîmes)
- Napoléon abdiquant à Fontainebleau ("Napoléon Bonaparte abdicerede i Fontainebleau" 1845, The Royal Collection, London
- Herodias, 1843, Wallraf-Richartz-Museum, Köln, Tyskland
- Bonaparte krydser Alperne, 1850, Walker Art Gallery, Liverpool